# Rob Cherry
Rob Cherry é um mecânico e dirigente esportivo britânico que atualmente ocupa o cargo de gerente da equipe de corrida da equipe de Fórmula 1 da Alpine.

## Carreira
O primeiro envolvimento de Cherry como mecânico de automobilismo ocorreu em 2004, quando trabalhou para a equipe Arden International. Ele mudou-se para a Fórmula 1 em 2006 com a equipe Renault como mecânico de traseira na equipe de teste. Em 2008, Cherry já era o mecânico número um da equipe de teste e, em 2009, assumiu a equipe de corrida em uma posição semelhante, permanecendo em Enstone em suas diferentes funções até 2016 — período em que esta equipe também foi denominada de Lotus F1 Team —, quando se tornou mecânico chefe.
Após trabalhar por oito anos como mecânico chefe da equipe, Cherry foi promovido pela Alpine ao cargo de gerente da equipe de corrida em agosto de 2023, reportando-se diretamente ao diretor esportivo Julian Rouse. Cherry é o responsável final por todas as operações na pista, trabalhando em estreita colaboração com Rouse e o mecânico chefe Jason Milligan.